# José Kentenich
Josef Kentenich (en español: José Kentenich y en inglés: Joseph Kentenich; Gymnich, Renania del Norte-Westfalia, Alemania, 16 de noviembre de 1885-Schönstatt, Renania-Palatinado,  15 de septiembre de 1968) fue un sacerdote católico alemán, miembro de la Sociedad del Apostolado Católico y fundador del Movimiento Apostólico de Schoenstatt.

## Primeros años
Joseph Kentenich pasó los primeros años de su vida en el pueblo de Gymnich, distrito de Rin-Erft al sudoeste de Colonia, Alemania. Era hijo natural de Matthias Köp, administrador de la Granja Heuser en Oberbolheim, y Katharina Kentenich, empleada doméstica de dicha granja. Por razones desconocidas, Mathias y Katharina jamás contrajeron matrimonio. Aun así, se sabe que Joseph mantenía contacto con su padre al cual lo llegó a visitar en numerosas ocasiones. Debido a que la madre de Joseph no podía cuidarlo sola, vivían en casa de sus abuelos maternos, Matthias Kentenich y Anna Maria Blatzheim.
Durante la infancia de Joseph, su madre se vio obligada realizar trabajos domésticos en ocasiones fuera de su natal Gymnich, por lo que en 1891 se mudan por algunos meses a Estrasburgo, donde Katharina Kentenich encontró trabajo en el servicio de una familia acomodada. Después de varias mudanzas y las difíciles situaciones por las que pasaban, Katharina decide internar a su hijo en el Orfanato de Oberhausen en 1894, cuando contaba ocho años de edad. Este hecho marcó profundamente la vida del joven Joseph, pues según él mismo confesó años más tarde, fue el momento en que el carisma mariano que imprimiría en la Iglesia se hizo presente en su vida por primera vez. El día en que entró en esa institución, su madre, antes de despedirse, se dirigió a la capilla del orfanato. Allí había una estatua de la Virgen con el Niño acompañados de Santo Domingo y Santa Catalina. Ante la estatua le confía y consagra a su hijo, pidiéndole que lo eduque y lo cuide, funciones propias de una madre, cuya responsabilidad ella se ve obligada a abandonar y a transferir a la Virgen María. Este acto de consagración será más adelante el pilar fundamental del carisma mariano del P. Kentenich, el de la encomienda de ser educado y cuidado por la Virgen María, que así como ella educó a Jesucristo, que también eduque a quienes se consagran a ella para asemejarse más a Cristo.
En 1897 Josef Kentenich recibe la Primera Comunión en el Orfanato de Oberhausen, dirigido por un sacerdote y asistido por religiosas. Ese mismo día le confirma a su madre su deseo de ser sacerdote. Su madre lo instó a rezar mucho y comenzó a asesorarse sobre lo más conveniente para el niño. Aconsejada por el P. Savels, director del orfanato, tiempo más tarde condujo a su hijo hacia el Seminario Menor de los Padres Palotinos en Ehrenbreitstein, en el que ingresó el 23 de septiembre de 1899.

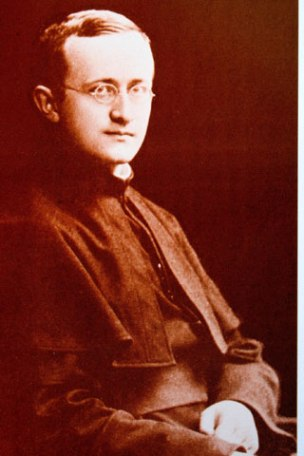
Josef Kentenich en su ordenación sacerdotal.

El joven Kentenich cursó allí los estudios secundarios entre 1899 y 1904, tras los cuales inició la carrera de Teología y Filosofía en Limburgo del Lahn. Durante sus años de estudio fue reconocido como un estudiante brillante, con una inteligencia que sorprendía a profesores y compañeros por igual, destacaban no solamente su gran capacidad intelectual, sino también su inclinación hacia la búsqueda y profundización de la verdad. Sus profesores recuerdan su espíritu crítico y su profundidad intelectual, muy superior al resto de sus compañeros. Al mismo tiempo, Josef comenzó a sufrir problemas de salud, muchas veces convaleciendo por su debilidad pulmonar.
El 8 de julio de 1910 fue ordenado sacerdote en Limburgo, en la Capilla de la Casa de Misiones de la Sociedad Palotina, celebrando su Primera Misa dos días después.

## Actividad como sacerdote
En 1912, Josef Kentenich, que se desempeñaba como profesor de latín y alemán en el Seminario Menor de los Padres Palotinos en el valle de Schoenstatt, cercano a Vallendar, es comisionado con el cargo de director espiritual del mismo. Allí comienza su actividad pastoral fuerte y su trabajo pedagógico, a través del cual pudo comenzar a volcar en otros el rico mundo interior de fe que llevaba dentro y los ideales que en su infancia y juventud había cultivado en soledad.

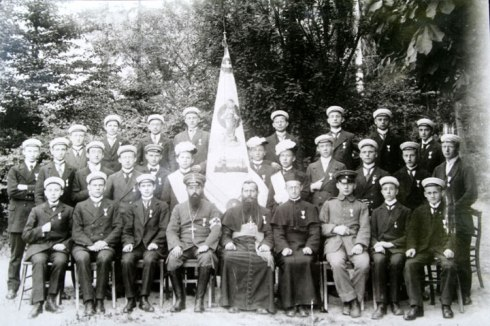
La congregación mariana fundada por Josef Kentenich.

Con un grupo de jóvenes seminaristas, fundó el 19 de abril de 1914 una congregación mariana, inspirada en un modelo pedagógico muy popular dentro de la Iglesia alemana. Posteriormente, el 18 de octubre de 1914, junto a un grupo de jóvenes de la Congregación Mariana, sella una consagración, llamada Alianza de Amor, con la Santísima Virgen en una capillita situada en el jardín del Seminario y que ellos habían acondicionado como lugar de reuniones. A través de esa Alianza de Amor, piden a la Santísima Virgen que ella se establezca en la capillita y la transforme en su Santuario. Desde allí, piden que ella distribuya la gracia de Cristo de la cual es Medianera, y transforme los corazones de los que se acercan a ella. El P. Kentenich y los jóvenes se comprometieron a entregar cotidianamente a Virgen María sus esfuerzos por lograr la santidad a través del fiel cumplimiento de su deber, pidiéndole su ayuda y que sea ella quien los eduque y moldeé a imagen de Cristo. El objetivo es lograr la formación de un "hombre nuevo" en una "comunidad nueva", cuya imagen es Jesucristo, y cuya educadora es la Santísima Virgen.
La irrupción de la Primera Guerra Mundial, obliga a muchos seminaristas palotinos y miembros de la Congregación Mariana, a enlistarse en el ejército. En las vísperas de la guerra, los Congregantes Marianos se comprometen a buscar la santidad del día a día en las trincheras. Esta situación provoca que los valores e ideales de la Congregación Mariana del valle de Schoenstatt se difundan a través de los soldados, más allá del Seminario Palotino. En el transcurso de la guerra, muchos de los Congregantes fallecieron en acción, demostrando muchos de ellos el cumplimiento de sus promesas de consagración a la Santísima Virgen de manera verdaderamente heroica. Algunos de aquellos primeros Congregantes, se encuentran actualmente en proceso de beatificación, como el joven seminarista José Engling.

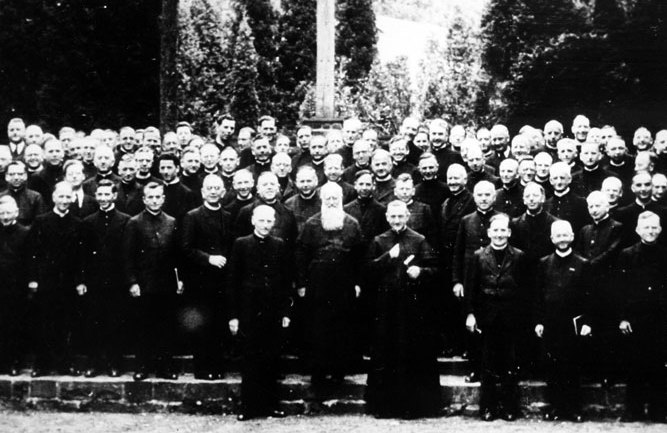
Un retiro para sacerdotes predicado por Josef Kentenich en Schoenstatt.

En 1919 y 1920 se funda la Federación Apostólica de Schoenstatt y la Liga Apostólica de Schoenstatt respectivamente, con la intención de expandir el carisma mariano más allá de los jóvenes seminaristas palotinos. Rápidamente las mujeres comienzan a llegar a Schoenstatt, y a participar de la espiritualidad de consagración mariana a través de la Alianza de Amor, fundando en 1920 la Federación de Mujeres de Schoenstatt bajo la asistencia sacerdotal del P. Kentenich. Más tarde, en 1926, con algunas de las primeras mujeres, el P. Kentenich funda el primero de los seis Institutos Seculares que forman parte de la Obra de Schoenstatt: las Hermanas de María de Schoenstatt, instituto secular de vida consagrada. A partir de 1933, el P. Kentenich envía grupos de Hermanas de María como misioneras al extranjero, compartiendo la espiritualidad schoenstattiana en rincones alejados del mundo como Sudáfrica, Sudamérica, Norteamérica y Australia.
En la década del 30 y del 40 Josef Kentenich despliega una intensa labor pastoral a través de numerosas jornadas pedagógicas para educadores, retiros para sacerdotes, jornadas y retiros para matrimonios, etc. De estos últimos, se popularizaron rápidamente por Alemania sus retiros para sacerdotes, viajando de todo el país a Schoenstatt para escuchar al P. Kentenich. Se dice que 1 de cada 3 sacerdotes alemanes llegó a participar de sus retiros, pues proponían una renovación interior del espíritu sacerdotal, que todos los que asistían encontraban altamente provechoso para su vida espiritual y pastoral. La fama del P. Kentenich comenzó a crecer en Alemania como un hombre de fe, cuya propuesta pedagógica y espiritual renovaba de manera sorprendente la fe de miles de personas, laicos y consagrados, y proponía un camino para mantener esa renovación y no dejarla en algo puntual o anecdótico.

## Prisionero del régimen nazi

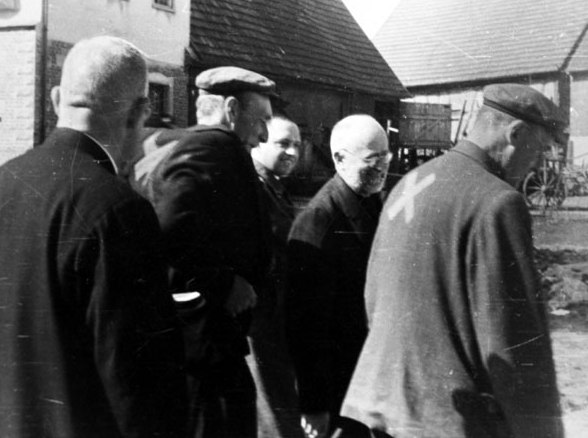
Josef Kentenich en el campo de concentración de Dachau.

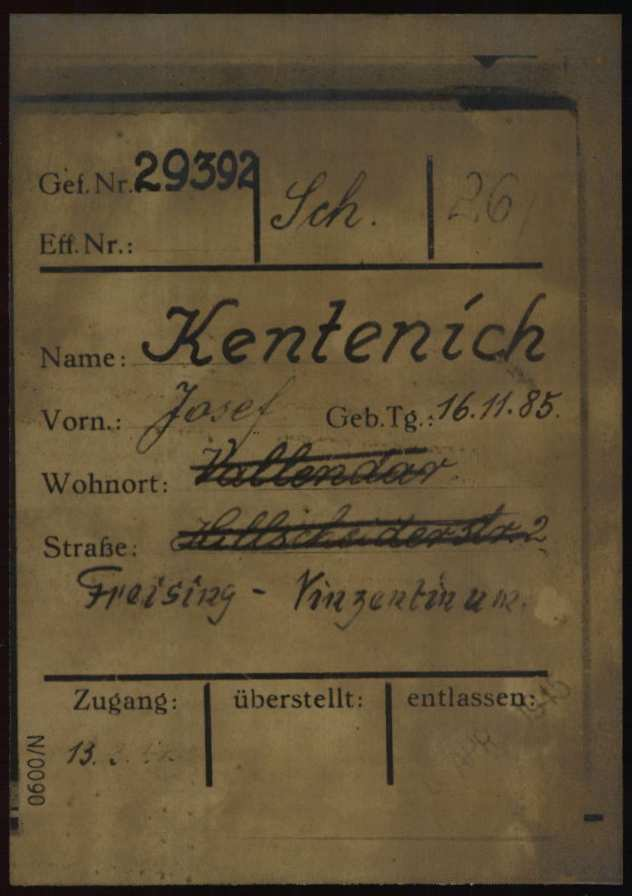
Tarjeta de registro de Josef Kentenich como prisionero en el campo de concentración nazi de Dachau

En la época de reclusión en el campo de concentración se genera y madura en Josef Kentenich y en su entorno una espiritualidad que gira continuamente en torno a la idea del instrumento. En Dachau dicta así un extenso ensayo que lleva el título: Espiritualidad mariana de instrumento. Se trata de una espiritualidad útil para la vida apostólica más allá de éxitos y fracasos.
En la década del 30, el movimiento que se estaba suscitando en torno al P. Kentenich llamó la atención del régimen nazi, al cual el P. Kentenich se opuso tenazmente desde su comienzo a través de constantes críticas. En oposición a la pedagogía de masificación social propiciada por los nacionalsocialistas, el P. Kentenich proponía una pedagogía de libertad interior y decisión personal, la cual no se adscribía ciegamente a ninguna ideología, sino que garantizaba la libertad individual y de consciencia de cada persona, a la luz de la fe y la educación mariana. Las formas de propaganda del Partido Nazi encontraron su oposición en Schoenstatt, en donde ondeaban banderas con imágenes marianas, se prometía fidelidad a la Virgen María, y entonaban canciones que hablaban de la pertenencia a un grupo de hijos de Dios, y no a una raza o a un partido. Las lecciones y valores de Schoenstatt obstaculizaban la labor de la propaganda nazi en los círculos católicos y en la región de Vallendar. Tras predicar un retiro para sacerdotes, Josef Kentenich fue hecho prisionero en Coblenza en el año de 1941, y al año siguiente fue enviado al campo de concentración de Dachau. Según fuentes cercanas al sacerdote, tuvo la oportunidad de evitar su traslado al campo de concentración a través de algunas influencias, pero según su propio testimonio dado años más tarde, en su ida al Campo vislumbraba los planes de Dios para él, entregándose como prenda por la santificación de los schoenstattianos y de Alemania. Desde su visión de fe, su ida a Dachau estaba en los planes de Dios como un medio de santificación propia y santificación para su familia espiritual, la Familia de Schoenstatt. El 20 de enero de 1942, tras renunciar a la posibilidad de evitar este sufrimiento, Josef Kentenich ingresa al campo de concentración de Dachau, compartiendo el dolor de miles de judíos, prisioneros políticos, y demás personas consideradas peligrosas para el régimen de Adolf Hitler, incluyendo muchos otros sacerdotes y obispos.
Permaneció en Dachau hasta el fin de la guerra, tras la liberación por los Aliados en 1945. Entre los internos de Dachau, sacerdotes en gran número, el P. Kentenich realizó una intensa labor espiritual y personal, con los prisioneros y guardias, dirigiendo espiritualmente a muchos de ellos y nuevamente compartiendo su espiritualidad mariana incluso en condiciones tan adversas. Junto con otros prisioneros del campo, fundó el Instituto de los Hermanos de María y el Instituto de las Familias de Schoenstatt. De Igual modo, con sacerdotes de diversas nacionalidades fundó en Dachau la llamada Internacional de Schoenstatt en 1944, antecedente del actualmente llamado Movimiento Apostólico de Schoenstatt.
La estadía en el campo de concentración, lejos de significar el debilitamiento de la Obra de Schoenstatt, contribuyó a acrecentar la paternidad espiritual del P. Kentenich hacia su Familia y la fidelidad de sus hijos espirituales hacia él.

## Actividades misioneras

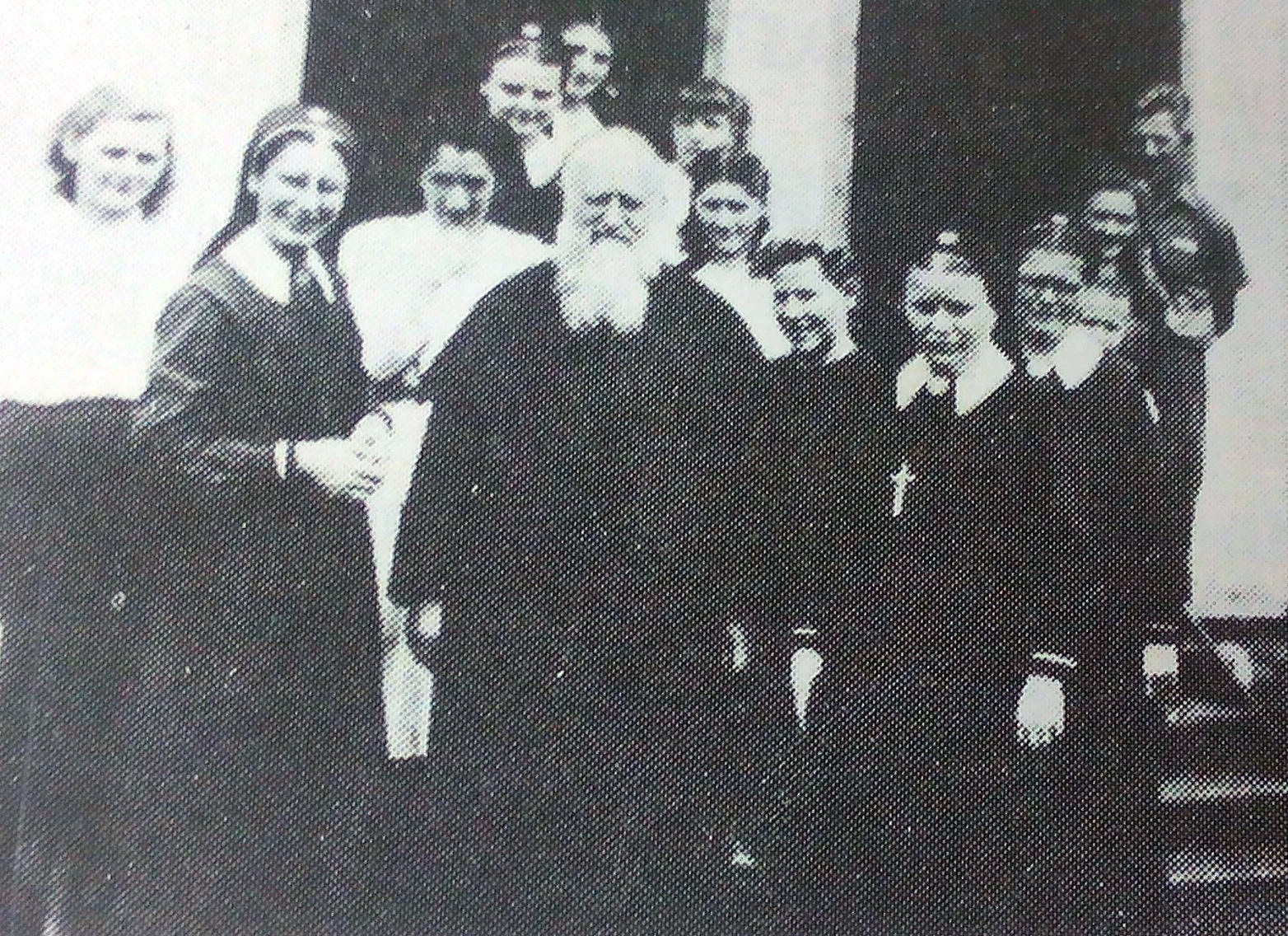
Kentenich en su paso por Oberá (Argentina), en el año 1949.

Aún prisionero, el 18 de octubre de 1944 concibió la idea de transformar el movimiento en una organización internacional. 
Tras la liberación del campo de concentración, el P. Kentenich emprendió una serie de viajes internacionales, comprendiendo que la misión de Schoenstatt para la Iglesia, no debía confinarse a Alemania, sino compartirse con todo el mundo. En 1947 visitó Roma para entrevistarse con el papa Pío XII, tras lo cual emprendió una visita a los centros schoenstattianos ya existentes en el extranjero, fundados por Hermanas de María y sacerdotes extranjeros que compartieron con él el campo de concentración.
Entre 1947 y 1952, exceptuando breves períodos de tiempo, el Padre Kentenich permaneció en los diversos lugares del mundo donde las Hermanas de María habían fundado Schoenstatt. Durante esos años se dedica a afianzar esas fundaciones, conocer las diversas culturas, formar a la comunidad de las Hermanas y a los laicos del Movimiento que iban surgiendo. Así mismo, impulsa la construcción de Santuarios Marianos a imagen de la pequeña capilla del Valle de Schoenstatt en esos países, formando así una red de Santuarios de Schoenstatt, desde donde se encomienda a la Virgen María, la labor de educación de sus "aliados".
En esos años vivió 6 meses en Norteamérica, 3 meses en Sudáfrica y dos años y medio en América Latina entre Brasil, Chile, Uruguay y Argentina.

## Conflicto con la Iglesia
La enorme influencia espiritual que el P. Kentenich fue ganando en los años posteriores al campo de concentración, así como la profundidad del vínculo que lo unía con su Fundación, comenzó a provocar incomprensiones hacia él y su obra tanto dentro de la misma como en las autoridades eclesiásticas. Los métodos pedagógicos de la espiritualidad schoenstattiana fueron puestos bajo signo de interrogación por distintas personas, debido a su contraste con las formas pedagógicas de la Iglesia anterior al Concilio Vaticano II. Si bien muchas autoridades eclesiales inclusive participaban de los retiros y la espiritualidad mariana de Schoenstatt, algunos la encontraron poco tradicional, e hicieron la petición de una visitación eclesiástica al P. Kentenich y a su movimiento. Los resultados de la visitación podrían haberse considerado como un éxito para cualquiera, puesto que aprobaba todos los contenidos y desde luego la espiritualidad del movimiento, haciendo notar simplemente que ciertos métodos pedagógicos quizás debían ser reconsiderados. La respuesta del P. Kentenich no se hizo esperar: para él, los métodos que estaban siendo puestos en duda eran precisamente los pilares de carisma del movimiento y la manera de garantizar la educación "orgánica" de la fe que él tanto buscaba. La visitación produjo una intensa correspondencia de parte del P. Kentenich a las autoridades eclesiales, resaltando la importancia de los puntos puestos en duda, y argumentando que la incomprensión de éstos era precisamente consecuencia de las fallas en la comprensión de la fe por parte de la autoridad eclesial previa al Concilio Vaticano II. Si bien, en la actualidad todas sus correcciones son admiradas, e incluso fueron consideradas en la redacción de ciertos puntos del Concilio, en su momento fueron causa de gran disgusto, y la dureza con la que Josef Kentenich se expresó de ciertos puntos ocasionaron una gran indignación de parte de algunas autoridades.
La respuesta del P. Kentenich fue encontrada como desproporcionada a la simplicidad de la recomendación eclesiástica, su comportamiento crítico y energético fue tomado por algunos como un ataque, y sin ninguna argumentación, se le ordenó a Josef Kentenich separarse del Movimiento de Schoenstatt hasta que ciertos puntos fueran aclarados. La separación de su obra debía llevarse a cabo lejos de cualquiera de sus centros, por lo que fue recibido con sus hermanos palotinos en la ciudad de Milwaukee, Estados Unidos. La medida disciplinaria se convirtió en un exilio, y ciertas problemáticas prolongaron la pena por la dolorosa duración de 14 años. Josef Kentenich, sin embargo, jamás dudó de su fidelidad a la Iglesia, y sabía en su corazón, que algún día también la Iglesia comprendería la misión que él sentía que le había sido encomendada por Dios, y que al hacerlo sería liberado de su exilio, y podría regresar con su Familia de Schoenstatt. Durante ese tiempo, manifestó una actitud de total obediencia a las decisiones eclesiásticas y vivió su exilio con una paciencia admirable. Josef Kentenich estaba separado de la Obra de Schoenstatt, pero la espiritualidad schoenstattiana no era más que su propia experiencia de vida, de consagración a la Virgen María, de pedir y permitir que ella sea la educadora de la fe, y de la aceptación sin atajos de la voluntad de Dios, aunque fuera motivo de sacrificios y penurias. Josef Kentenich interpretaba que esa espiritualidad lo ayudaba a obedecer a la Iglesia y a mantener la esperanza de su restitución y la restitución de su carisma.
En esos años, en ausencia del fundador, se sucedieron intensos debates acerca de la misión de Schoenstatt, de su carácter de carisma autónomo de la comunidad de Padres Palotinos, y sobre la posición que ocupaba el P. Kentenich dentro de la obra.

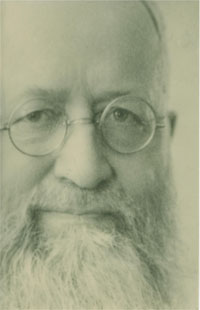
Josef Kentenich.

En 1965, luego del Concilio Vaticano II, y de las consecuencias prácticas que el Concilio significaba en la educación de la fe, finalmente los métodos del P. Kentenich fueron comprendidos y aceptados, y el fin de su exilio parecía acercarse. Existía un solo caso en la historia eclesial de la restitución de alguien sancionado por la Iglesia de la manera por la que fue el P. Kentenich, aunque sus métodos fueran aceptados, muchos dudaban de una retractación o una restitución oficial, sin embargo, a finales de ese mismo año, el P. Josef Kentenich fue recibido en audiencia por el papa Pablo VI quien anuló todos los decretos que pesaban en su contra y lo reivindicó como Fundador de la Obra de Schoenstatt. La noticia causó gran revuelo y alegría al interior del movimiento, la espiritualidad del fundador había sido rescatada y revindicada por el Concilio Vaticano II, y el P. Kentenich se asemejaba entonces a todos aquellos grandes fundadores de la historia de la Iglesia cuya labor había encontrado obstáculos y enemigos, pero que finalmente había encontrado su reconocimiento y valorización como verdadero camino de fe. Curiosamente, aquellos caminos más probados dentro de la Iglesia, cuya verdad y razón ha sido demostrada, han sido los más duraderos y los más fructíferos.
Luego de estos acontecimientos, el P. Kentenich abandonó la Sociedad de los Padres Palotinos, en donde había encontrado tanto aliados como opositores, y al separarse la obra de la congregación, se incardina como sacerdote diocesano de la Arquidiócesis de Münster. En julio de 1965 funda el Instituto Secular de los Padres de Schoenstatt, conformado inicialmente por aquellos sacerdotes y seminaristas palotinos que encontraban en Schoenstatt su verdadera vocación, y cuyo ingreso a la sociedad palotina tenía razón en su vínculo original con la Obra de Schoenstatt.

## Investigaciones sobre acusaciones de abuso sexual
En julio de 2020, Alexandra von Teuffenbach, ex profesora de la Pontificia Universidad Lateranense y del Ateneo Pontificio Regina Apostolorum, alegó que Kentenich manipuló y coaccionó a miembros de la comunidad, específicamente de las Hermanas de María de Schoenstatt, con conductas sexualmente inapropiadas. Von Teuffenbach citó acusaciones específicas encontradas en documentos de los archivos de la Congregación para la Doctrina de la Fe, accesibles después de que el Papa Francisco permitiera la consulta de documentos relacionados con el pontificado de Pío XII. También afirmó que estas acusaciones fueron el motivo de la investigación de Kentenich por parte del P. Sebastiaan Tromp (Visitador Apostólico de la Santa Sede) en la década de 1950 y su posterior separación del Movimiento de Schoenstatt durante su exilio de 1951 a 1965.
Las autoridades de la obra Schönstatt niegan dichas acusaciones y han expresado apertura y compromiso en el proceso de aclarar las afirmaciones de la historiadora. La diócesis de Tréveris, en la cual se encuentra la causa de beatificación, informó en julio del 2020 que una comisión de historiadores avanzará en este proceso ahora que el archivo del Santo Oficio ha sido puesto a disposición.

## Últimos años

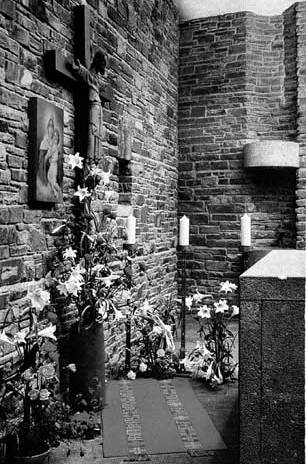
Tumba de Josef Kentenich en la iglesia de la Adoración.

En Navidad de 1965 el P. Kentenich regresa a Schoenstatt, Alemania, lo cual es considerado como "el segundo milagro de Nochebuena" y es el 4.º Hito dentro de la historia de Schönstatt y donde permanece hasta su muerte. Durante esos últimos años desarrolla una intensa actividad dedicándose especialmente a la formación de las comunidades dirigentes de la Obra a través de jornadas, retiros, conversaciones personales y una intensa actividad epistolar con sus schoenstattianos de todo el mundo.
En esos años procuró que la Obra de Schoenstatt fuera un instrumento eficaz en la realización de las líneas pastorales del Concilio Vaticano II de cuya concepción eclesial fue precursor ya desde los inicios de su actividad pastoral.
El padre Kentenich falleció el 15 de septiembre de 1968 en la sacristía de la iglesia de la Santísima Trinidad, luego de celebrar su primera y última misa en esta iglesia. Esta iglesia era especial para él ya que durante la guerra él hizo una promesa a María para que no cayera ni una bomba en Schoenstatt, si Schoenstatt permanecía a salvo él construiría una Iglesia por la Santísima Trinidad. Su tumba se halla en el lugar de su muerte, la entonces sacristía de la Iglesia, luego transformada en memorial. El epitafio de su tumba, elegido por él, fue el siguiente: "Dilexit Ecclesiam", que del latín se traduce como "Amó a la Iglesia".

## Proceso de canonización

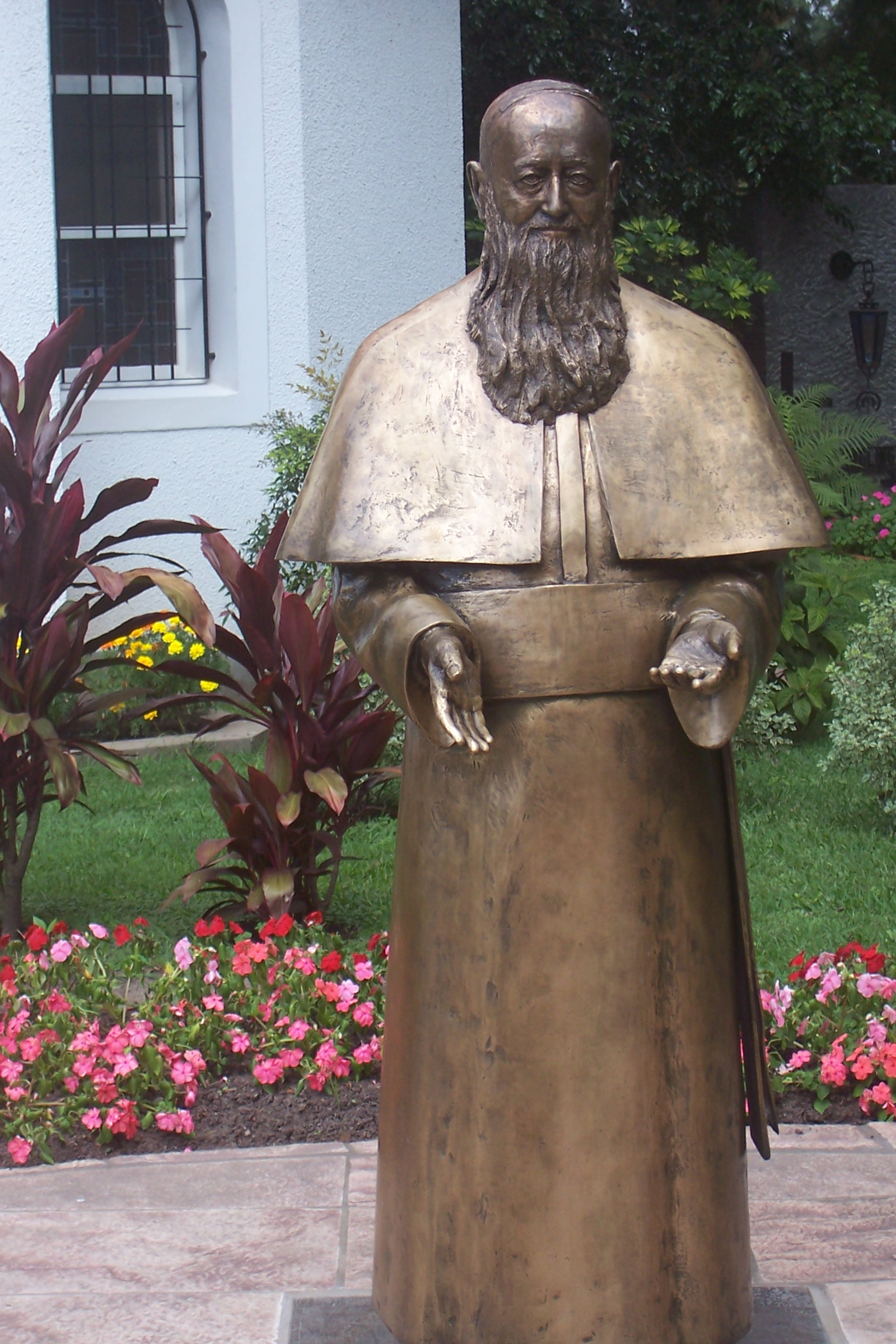
Estatua de Josef Kentenich.

Por iniciativa de personas que estuvieron cerca de él en distintos momentos de su vida, se inició su proceso de canonización en la diócesis de Tréveris, el 10 de febrero de 1975. El obispo Bernardo Stein, primer visitador de la obra de Schoenstatt, abrió el proceso.

## Suspensión del proceso de canonización
El 3 de mayo de 2022, la diócesis de Tréveris anunció la decisión del obispo Dr. Stephan Ackermann de suspender el proceso de beatificación del Padre José Kentenich, fundador del movimiento de Schoenstatt, debido a las denuncias de abuso espiritual y sexual que pesan en su contra. Ackermann declaró en el comunicado:
"Las discusiones de los dos últimos años han mostrado que existe la necesidad de una investigación profunda de la persona y la obra de José Kentenich. Por eso acogeré las correspondientes investigaciones en los años siguientes. Soy consciente de que la suspensión del proceso de beatificación es una medida dolorosa para la familia de Schoenstatt"
Según la Diócesis de Tréveris, la decisión de suspender el proceso de beatificación se tomó en conversación con la Congregación para las Causas de los Santos en el Vaticano.

## Denuncia de abuso infantil en Milwaukee
El obispo de Tréveris, Stephan Ackermann, encomendó al abogado Steven Biskupic investigar las acusaciones de abuso sexual realizadas en 1994 contra Joseph Kentenich, fundador de Schönstatt, durante su tiempo en Milwaukee, EE. UU. La persona afectada, siendo menor de edad en ese momento, afirmó con contundencia haber sido abusada repetidamente por Kentenich. Biskupic, respaldado por un ex agente del FBI, examinó diversas pistas, algunas que respaldaban las acusaciones y otras que las cuestionaban. Esta investigación tenía como objetivo evaluar si los procedimientos seguidos en 1994 eran adecuados según los estándares actuales y proporcionar una base sólida para la toma de decisiones.
Biskupic concluyó que la investigación diocesana en la década de 1990 cumplió con los requisitos legales vigentes en ese momento, pero no alcanzó los estándares actuales. Específicamente, faltaba un estudio del entorno de Kentenich. Además, muchos testigos clave habían fallecido, lo que impidió una investigación exhaustiva conforme a los estándares actuales. Debido a estas limitaciones, se recomendó considerar las acusaciones como parte de una investigación más amplia sobre la vida del padre Kentenich, en lugar de como prueba definitiva.

## Obras
- Kentenich, José. Hacia el Padre.
- Kentenich, José. Desafíos de nuestro Tiempo. p. 255. ISBN 9562464644.